# The Drifter (Computerspiel)
The Drifter ist ein Point-and-Click-Adventure, das vom australischen Unternehmen Powerhoof für Windows, macOS und Linux entwickelt wurde. Es wurde am 17. Juli 2025 für PC veröffentlicht; Nintendo Switch und mögliche andere Plattformen sollen zu einem späteren Zeitpunkt folgen. Die Handlung ist eine Mischung aus Film Noir und Science-Fiction.

## Spielprinzip und Technik
The Drifter ist ein Point-and-Click-Adventure in 2D-Pixelgrafik. Der Spieler steuert den Protagonisten, der durch verschiedene Umgebungen navigiert, mit Charakteren interagiert und mithilfe eines minimalen Inventarsystems Rätsel löst. Das Spiel nutzt kontextabhängige Interaktionen und Dialogoptionen, die sich je nach den Entdeckungen des Spielers weiterentwickeln. Eine Spielmechanik besteht darin, dass der Protagonist stirbt und die vorangegangenen Momente noch einmal erlebt, wodurch bestimmte Sequenzen eine Art Zeitschleife darstellen. Das Spieltempo ist insgesamt schneller als bei traditionellen Adventure-Spielen, mit einem kompakten Design, das die Geschichte und die Dynamik gegenüber der Erkundung oder dem Backtracking in den Vordergrund stellt.

## Handlung
The Drifter spielt in einer fiktiven australischen Stadt und handelt von Mick Carter, einem Herumtreiber, der nach Jahren auf der Straße zu einer Beerdigung in seine Heimatstadt zurückkehrt. Kurz nach seiner Ankunft wird er Zeuge eines Mordes und wird selbst getötet, nur um unerklärlicherweise kurz darauf wieder aufzuwachen, lebendig und in dem Wissen, was gleich passieren wird. Gefangen in einem Kreislauf aus Gewalt, Gedächtnislücken und seltsamen Visionen, wird Mick in eine größere Verschwörung verwickelt, die zwielichtige Gestalten, ein verschwundenes Mädchen und eine geheimnisvolle wissenschaftliche Organisation betrifft. Mick versucht, herauszufinden, was real ist und warum er gejagt wird. Die Geschichte ist eine Mischung aus Film Noir und Science-Fiction, in der es um Identität, Trauma und Zeitmanipulation geht.

## Entwicklung
The Drifter wurde von Powerhoof entwickelt, einem unabhängigen australischen Studio, das vor allem für seine Pixelgrafik-Spiele bekannt ist. Das Projekt wurde hauptsächlich von Dave Lloyd und Barney Cumming geleitet, die jeweils für die Texte, das Design, die Programmierung und die Grafik zuständig waren. Ursprünglich als kurzer Game-Jam-Prototyp konzipiert, wurde The Drifter in mehrjähriger Teilzeitarbeit zu einem vollständigen Spiel entwickelt. Ziel des Teams war es, ein modernes Adventure zu entwickeln, das die Erzähltiefe klassischer Point-and-Click-Spiele beibehält und gleichzeitig die Spielbarkeit durch moderne Designentscheidungen verbessert. 
Das Spiel bietet vollständig vertonte Dialoge auf Englisch und einen düsteren filmischen Soundtrack mit visuellen Einflüssen aus Thrillern und Science-Fiction der 1980er-Jahre. Es wurde mit PowerQuest entwickelt, einem Unity-Tool, das von Lloyd speziell für die Entwicklung von 2D-Point-and-Click-Adventures entwickelt wurde. Das Spiel wurde von Marcel Weyers für die Veröffentlichung im Juli 2025 ins Deutsche übersetzt.

## Rezeption
The Drifter erhielt laut dem Review-Aggregator Metacritic „allgemein positive Kritiken“.
Brodie Gibbons von Press Start Australia beschrieb The Drifter als „einen Thriller von Anfang bis Ende“ und lobte das unerbittliche Tempo und die packende Erzählweise.
4P lobte The Drifter als düsteren, hochspannenden Thriller mit starker Atmosphäre, intelligentem Schreibstil und fesselndem Tempo, der sich von traditionellen Point-and-Click-Spielen abhebt. Die Rezension hob die Qualität des Spiels als „verstecktes Juwel“ hervor, wies aber auch auf kleinere Nachteile hin, darunter einige zu leichte Rätsel und der geringe Bezug zu Michael Crichton.